# Freixo de Espada à Cinta
Pour les articles homonymes, voir Cinta.
Freixo de Espada à Cinta est une municipalité (en portugais : concelho ou município) du Portugal, située dans le district de Bragance et la région Nord.

## Géographie
Freixo de Espada à Cinta est limitrophe :
- au nord, de Mogadouro,
- à l'est et au sud, de l'Espagne,
- au sud-ouest, de Figueira de Castelo Rodrigo et Vila Nova de Foz Côa,
- à l'ouest et au nord-ouest, de Torre de Moncorvo.

## Démographie
| 1801  | 1849  | 1900  | 1930  | 1960  | 1981  | 1991  | 2001  | 2004  |
| ----- | ----- | ----- | ----- | ----- | ----- | ----- | ----- | ----- |
| 3 568 | 4 583 | 6 848 | 7 034 | 7 288 | 5 717 | 4 914 | 4 184 | 4 014 |

| 2011  | - | - | - | - | - | - | - | - |
| ----- | - | - | - | - | - | - | - | - |
| 3 780 | - | - | - | - | - | - | - | - |

## Subdivisions
La municipalité de Freixo de Espada à Cinta regroupe 6 paroisses (freguesia, en portugais) :
- Fornos
- Freixo de Espada à Cinta
- Lagoaça
- Ligares
- Mazouco
- Poiares

## Personnalité
Freixo de Espada à Cinta est la ville natale du poète satirique et régionaliste Guerra Junqueiro (1850-1923).